# ハンゲキ
『ハンゲキ』は、フジテレビ系列で不定期に放送されているドキュメンタリー番組である。
依頼人（被害者）が悪徳業者・詐欺師の調査を依頼し、依頼への対応を内容とする。

## 主な出演者

### 司会
- 加藤浩次（極楽とんぼ）

### 案件説明
- 宮澤智（フジテレビアナウンサー、第1回）
- 竹内友佳（フジテレビアナウンサー、第2回）
- 久代萌美（フジテレビアナウンサー、第4回）

### 評議員長
- 内藤剛志

### 解説
- 大澤孝征（弁護士、大澤孝征法律事務所）

### 評議員
第1回
- かたせ梨乃
- 小川菜摘
- おのののか

第2回
- 秋野暢子
- 平山浩行
- 笛木優子
- 小原正子（クワバタオハラ）

第3回
- 秋野暢子
- おのののか

第4回
- おのののか
- 小川菜摘
- 西島秀俊
- 石橋杏奈

第5回
- 秋野暢子
- 平愛梨
- 矢作兼

### ハンゲキ集団

#### ハンゲキ師（レポーター）
第1回
- 佐藤仁美
- 大村朋宏（トータルテンボス）
- 武井壮

第2回
- 松本明子
- 柴田英嗣（アンタッチャブル）
- 土屋伸之（ナイツ）

第3回
- 柴田英嗣（アンタッチャブル）
- 大村朋宏（トータルテンボス）
- 武井壮

第4回
- 木下隆行（TKO）
- 小峠英二（バイきんぐ）

第5回
- 木下隆行（TKO）
- 小峠英二（バイきんぐ）
- 堤下敦（インパルス）
- 椿鬼奴（お笑い芸人）

#### 探偵、弁護士
- 篠田恵里香（アディーレ法律事務所、弁護士）
- 島田さくら（アディーレ法律事務所、弁護士）
- 鈴木淳也（鈴木淳也総合法律事務所、弁護士）＊放送当時、アディーレ法律事務所所属。
- 大西祐生（アディーレ法律事務所、弁護士）
- 中尾正浩（なかお法律事務所、弁護士）
- 溝呂木雄浩（溝呂木法律事務所、弁護士）
- 阿部泰尚（T.I.U総合探偵社、探偵）
- 青木宏樹（青木ちなつ探偵事務所、探偵）
- 探偵社FUJIリサーチ（探偵）
- 原一探偵事務所（探偵）
- 津野憲正（姫路探偵事務所、探偵）

### ナレーション
- 立木文彦
- 杉本るみ（第1回）

## 放送時間
| 放送回 | 放送日                   | 放送時間      | 備考                  | 視聴率 |
| ------ | ------------------------ | ------------- | --------------------- | ------ |
| 第1回  | 2014年4月8日（火曜日）   | 19:00 - 21:54 | 『カスペ!』枠で放送。 | 10.4%  |
| 第2回  | 2014年10月14日（火曜日） | 19:00 - 21:54 | 『カスペ!』枠で放送。 | 11.5%  |
| 第3回  | 2015年3月10日（火曜日）  | 19:00 - 20:54 | 『カスペ!』枠で放送。 | 10.3%  |
| 第4回  | 2015年10月7日（水曜日）  | 19:00 - 21:57 |                       | 11.2%  |
| 第5回  | 2016年4月6日（水曜日）   | 19:00 - 22:54 |                       | 10.8%  |

## 放送内容
- 2014年04月08日　ハンゲキ!本物の詐欺師VS被害者 騙されっぱなしでは終わらない!詐欺師を追い詰め直接反撃!
  - 愛知【結婚詐欺】被害総額1650万円六股結婚詐欺師にハンゲキせよ!!［※探偵者 FUJIリサーチ]
  - 神奈川【二重詐欺】追跡100日!!史上最悪の詐欺師にハンゲキせよ!!（車のローンと重機売買）
  - 群馬【美人詐欺】1人の男性から金を搾り取った2人組⁉美人詐欺師にハンゲキせよ!!（3年間で1200万円を奪った）
  - 茨城【交際クラブ詐欺】ネットに潜む危ない罠!!交際クラブ詐欺にハンゲキせよ!!
- 2014年10月14日 ハンゲキ!リアル詐欺師との直接対決!悪をのさばらせてはいけない…徹底的に追い込め!
  - 静岡【結婚詐欺】被害総額2800万円!! 美人結婚詐欺師にハンゲキせよ!!
  - 北海道【金貨金融詐欺】被害総額254万円 新手のヤミ金業者にハンゲキせよ!!
  - 兵庫【オークション詐欺】被害報告100件超え⁉オークション詐欺師にハンゲキせよ!!［※探偵者 姫路探偵事務所]
  - 東京【架空請求詐欺】架空請求業者を見つけ出せ!最新手口で700万円を奪った男にハンゲキせよ!!
- 2015年03月10日　ハンゲキ！本物の詐欺師VS被害者 詐欺師を追い詰め直接反撃!
  - 東京【結婚詐欺】被害総額900万円以上!日本人女子を食い物にする外国人結婚詐欺師にハンゲキせよ!!［※探偵者 FUJIリサーチ]
  - 北海道【ホテル乗っ取り詐欺】ホテルが乗っ取られる⁉北海道で荒稼ぎする3人組凄腕詐欺師にハンゲキせよ!!
- 2015年10月07日 追跡120日超!悪徳詐欺師にハンゲキだ!
  - 家賃滞納9年間!高齢者を喰いモノにする謎の滞納男【家賃滞納詐欺】にハンゲキせよ!
  - 『ハンゲキ』を騙るニセ番組【番組便乗詐欺】にハンゲキせよ!
  - 見分けがつかない！悪質な詐欺通販サイト【ネット通販詐欺】にハンゲキせよ!
  - 震災を騙った極悪女詐欺師【震災便乗詐欺】にハンゲキせよ!
- 2016年04月06日　ハンゲキ!～怒涛の4時間SP
  - 夢を狙った新種の劇場型【副業詐欺】にハンゲキせよ!!［※探偵者 FUJIリサーチ]
  - 被害総額750万円!【DV女結婚詐欺師】にハンゲキせよ!!
  - かつて32億円を手にした【投資詐欺師】にハンゲキせよ!!
  - 極悪!【美人シングルマザー詐欺師】にハンゲキせよ!!

## スタッフ
- 編成企画：水野綾子、矢野哲慈（以上フジテレビ）
- 作家：中倉けんじ、外山信行、西秀進
- ロケ技術
  - CAM：長谷川大典、谷哲也
  - AUD：笠原祥希
  - VE：涌田真也
- 再現技術
  - CAM：西山政宏
  - LD：徳武道博
  - VE：土井崇
- 美術制作：馬場啓友
- デザイン：竹中健
- 美術進行：石田博己
- 大道具：大原隆
- 衣裳：松竹衣裳
- メイク：山田かつら
- TP：坂本淳一
- TD・SW：先崎聡
- CAM：横山大輔
- AUD：吹野真穏
- VE：田中昭博
- LD：後藤雅彦
- ロケVTR 編集：浜田亮、鈴木勝己、島崎晃
- ノンリニア編集：後藤勝利
- 編集：石井公二
- 音響効果：星裕介
- MA：鈴木久美子
- 技術協力：フジ・メディア・テクノロジー、IMAGICA、4-Legs、東京サウンドプロダクション
- ロケ協力：溝呂木法律事務所、ヒューマン探偵事務所、アチーヴ探偵事務所、なかお法律事務所、姫路探偵事務所、第一信用総合調査、青木ちなつ探偵事務所、ペガサス
- 法律監修：大澤孝征
- 協力：アディーレ法律事務所
- 広報：川本洋平（フジテレビ）
- TK：石井成子
- AP：岩下英雅、三友咲（ハイホーTV）
- デスク：知久恵子
- 助監督：満留浩昌
- ディレクター：井上学、青木恒介、藤井隆介、吉田至次、岩下英生（ハイホーTV）、鈴木努、戸田直秀、吉田至次
- チーフディレクター：村松秀昭
- プロデューサー：阪本明、岡部太司、中村倫久（ハイホーTV）
- 構成・演出：疋田雅一（ハイホーTV）
- 企画制作：フジテレビ
- 制作著作：ViViA